# Ska 'n' B
Ska 'n' B è il primo disco dei Bad Manners, pubblicato nel 1980 per l'etichetta discografica Magnet Records.

## Tracce
1. Ne-Ne Na-Na-Na-Na Nu-Nu – 2:35
2. Here Comes the Major – 2:54
3. Fatty Fatty – 2:25
4. King Ska Fa – 4:24
5. Monster Mash – 3:00
6. Caledonia – 2:59
7. Magnificent 7 – 2:30
8. Wooly Bully – 3:07
9. Lip Up Fatty – 2:47
10. Special Brew – 2:56
11. Inner London Violence – 4:28
12. Scruffy Was a Huffy Chuffy Tugboat – 1:46

## Formazione
- Buster Bloodvessel - voce
- Louis Alphonso - chitarra
- David Farren - basso
- Brian Tuitt - batteria
- Martin Stewart - tastiere
- Chris Kane - sassofono
- Andrew Marson - sassofono
- Paul "Gus" Hyman - tromba
- Winston Bazoomies - armonica